# Frederick-W.-Lanchester-Preis
Der Frederick-W.-Lanchester-Preis (englisch: Frederick W. Lanchester Prize) ist eine vom Institute for Operations Research and the Management Sciences (INFORMS) jährlich vergebene wissenschaftliche Auszeichnung. Der mit einem Preisgeld von 5.000 US-Dollar dotierte Preis würdigt Beiträge zur Operations Research und wird beim jährlichen Treffen der vergebenden Organisation überreicht. 1954 erfolgte die erste Auszeichnung. Der Preis ist nach Frederick W. Lanchester benannt, dem Entwickler des Gesetzes von Lanchester.
Mit Alvin E. Roth, Maurice Allais und Robert J. Aumann finden sich unter den Ausgezeichneten drei Wirtschaftsnobelpreisträger.

## Preisträger
- 1954: Leslie C. Edie
- 1955: Georges Brigham
- 1956: Richard E. Zimmerman
- 1957: Maurice Allais, Clayton J. Thomas und Walter L. Deemer
- 1958: keine Auszeichnung
- 1959: Robert E. Chandler, Robert Herman, Elliott W. Montroll, Renfrey Potts, Denos Gazis, Richard Rothery und Alec M. Lee
- 1960: Herman F. Karreman
- 1961: Elio Ventura
- 1962: Robert M. Oliver und Aryeh Samuel
- 1963: Paul C. Gilmore und Ralph E. Gomory
- 1964: Frederick M. Scherer
- 1965: Michel Balinski und Rufus Isaacs
- 1966: Stafford Beer
- 1967: Douglass J. Wilde und Charles S. Beightler
- 1968: Anthony Fiacco, Garth McCormick und Philip Morse
- 1969: Harvey M. Wagner
- 1970: keine Auszeichnung
- 1971: Edward E. David, John G. Truxal und Emil Joseph Piel
- 1972: Richard C. Larson
- 1973: Herbert Scarf, Terje Hansen, Louis M. Goreux und Alan S. Manne
- 1974: Peter Kolesar und Warren E. Walker
- 1975: Lawrence D. Stone
- 1976: Ralph Keeney, Howard Raiffa und Leonard Kleinrock
- 1977: Richard M. Karp, Gérard Cornuéjols, Marshall Fisher und George Nemhauser
- 1978: keine Auszeichnung
- 1979: Michael R. Garey und David S. Johnson
- 1980: David M. Eddy
- 1981: David Hopkins und William Massy
- 1982: Karl Heinz Borgwardt
- 1983: Martin Shubik, Ellis Johnson, Manfred Padberg und Harlan Crowder
- 1984: Narendra Karmarkar und Robert Tarjan
- 1985: Michael Maltz
- 1986: Alexander Schrijver und Peter Whittle
- 1987: keine Auszeichnung
- 1988: Robin Roundy
- 1989: Jean Walrand, George L. Nemhauser und Laurence A. Wolsey
- 1990: Alvin E. Roth und Marilda Sotomayor
- 1991: Frank Kelly
- 1992: Masakazu Kojima, Nimrod Megiddo, Shinji Mizuno, Toshihito Noma und Akiko Yoshise
- 1993: Thomas L. Magnanti, James B. Orlin und Ravindra K. Ahuja
- 1994: Edward Kaplan, Richard Cottle, Jong-Shi Pang und Richard E. Stone
- 1995: Robert J. Aumann, Michael B. Maschler, Martin L. Puterman und Richard E. Stearns
- 1996: George Fishman
- 1997: R. Tyrrell Rockafellar und Roger J.-B. Wets
- 1998: keine Auszeichnung
- 1999: keine Auszeichnung
- 2000: Olvi Mangasarian
- 2001: J. Michael Harrison
- 2002: keine Auszeichnung
- 2003: Nicolas Vieille und Ward Whitt
- 2004: Alexander Schrijver
- 2005: Kalyan T. Talluri und Garrett J. van Ryzin
- 2006: Paul Glasserman
- 2007: David L. Applegate, Robert E. Bixby, Vašek Chvátal und William J. Cook
- 2008: Warren P. Adams, Hanif D. Sherali und Lawrence M. Wein
- 2009: keine Auszeichnung
- 2010: keine Auszeichnung
- 2011: David Easley und Jon M. Kleinberg
- 2012: keine Auszeichnung
- 2013: David P. Williamson und David B. Shmoys
- 2014: keine Auszeichnung
- 2015: Gérard Cornuéjols, Giacomo Zambelli und Michele Conforti
- 2016: keine Auszeichnung
- 2017: keine Auszeichnung
- 2018: keine Auszeichnung
- 2019: Tim Roughgarden, Omar Besbes, Yonatan Gur, N. Bora Keskin, Assaf Zeevi
- 2020: Peyman Mohajerin Esfahani, Daniel Kuhn
- 2021: Dimitris Bertsimas, Jack Dunn
- 2022: Daniel Russo, Benjamin Van Roy, Yurii Nesterov
- 2023: Guanghui Lan, Rakesh V. Vohra
- 2024: Anatoli Juditsky, Arkadi Nemirovski; Itai Ashlagi, Yash Kanoria, Jacob Leshno, Mark Braverman, Peng Shi[1]